# Ponti (Italia)
Ponti es una localidad y comune italiana de la provincia de Alessandria, región de Piamonte, con 656 habitantes.

## Evolución demográfica
| Gráfica de evolución demográfica de Ponti entre 1861 y 2001 |
|                                                             |
| Fuente ISTAT - elaboración gráfica de Wikipedia             |